# دیه‌گو ریگوناتو رودریگز
دیه گو ریگوناتو رودریگز (به پرتغالی: Diego Rigonato Rodrigues) هافبک اهل برزیل است که در شهر امریکنا، سائو پائولو و در تاریخ ۹ مارس ۱۹۸۸ به دنیا آمده‌است.
دیه گو ریگوناتو رودریگز در تیم‌های فوتبال Inter Club Korea سابقهٔ حضور دارد.